# Antônio Carlos Jobim
Antonio Carlos Jobim, også kendt som Tom Jobim (født 25 januar 1927 i Rio de Janeiro, Brasilien - død 8 december 1994 i New York City, USA), var en brasiliansk komponist, musiker og sanger.
Tom Jobim regnes i musikbranchen for at være faderen til den latinamerikanske musikstil bossa nova, selv om det ofte er hans samarbejdsparter, guitaristen og sangeren Joao Gilberto, der får tillagt denne titel i vestlige medier. Dette skyldes måske, at deres album med saxofonisten Stan Getz, som gjorde bossa nova'en kendt i Vesten i 1964, slet og ret hed Getz/Gilberto, mens Jobim på coveret var henvist til en mindre featuring-rolle.
Jobim var en af Brasiliens mest indflydelsesrige sangskrivere i det 20. århundrede, og mange af hans sange fra 1960'erne, som f.eks. The Girl From Ipanema, Wave, Desafinado, One Note Samba og Corcovado (Quiet Nights) er i dag blevet klassikere, der er indspillet i mange coverversioner verden over, både indenfor pop- og jazzgenren. Han var selv inspireret af komponister som Claude Debussy, Maurice Ravel, og sin egen landsmand Heitor Villa-Lobos, samt af jazzmusikken og den latinamerikanske folkloremusik.
Hans produktion omfatter mere end 400 samba- og bossanova-sange, og han samarbejdede med mange kunstnere, bl.a. jazzmusikerne Stan Getz, Wayne Shorter, Charlie Byrd, Herbie Hancock, Herbie Mann og Frank Sinatra. Desuden arbejdede han sammen med mange sydamerikanske kunstnere, bl.a. sangskriveren Chico Buarque, sangerne & guitaristerne Edu Lobo og João Gilberto, forfatteren Vinícius de Moraes og Brasiliens store sangerinde, Elis Regina.
Jobim og Elis Regina udgav sammen albummet Elis & Tom i 1974, bl.a. med Jobim's hit, Águas de Março, som de sang sammen i en duet, der i dag regnes for at være en af de største brasilianske populærudgivelser nogensinde.
Antonio Carlos Jobim har modtaget adskillige udmærkelser for sit arbejde både før og efter sin død, bl.a. Songwriters' Hall of Fame i 1991, Ordem do Mérito Cultural i 2007, samt pladebranchens Grammy Lifetime Achievement Award i 2012. Han blev begravet efter en fire timer lang sørgeparade igennem Rio de Janeiro og ligger i en grav tæt ved sin samarbejdspartner gennem flere årtier, tekstforfatteren til mange af hans sange, Vinícius de Moraes, der døde i 1980.

## Udvalgte Sange
- Garota de Ipanema - (The Girl from Ipanema)
- Wave
- Corcovado - (Quiet Nights)
- O Grande Amor
- Águas de Março
- Dindi
- Agua de Beber
- Triste
- Desafinado
- Insensatez - (How Insensitive)
- So Danco Samba
- Chega de Saudade
- Samba de Uma Nota Só - (One-Note-Samba)